# Beautiful (canción de MercyMe)
«Beautiful» —en español: «Hermosa»— es una canción interpretada por la banda estadounidense MercyMe, incluida en su sexto álbum de estudio The Generous Mr. Lovewell (2010). Los miembros de la banda, Dan Muckala y Brown Bannister la compusieron, mientras que estos dos últimos la produjeron. Es una canción cristiana, que fue escrita para las hijas de los integrantes, mientras que la letra gira en torno a la autoestima y el amor de Dios. La compañía discográfica INO Records la publicó a las radios estadounidenses el 17 de septiembre de 2010, como el segundo sencillo del álbum.
En términos generales, «Beautiful» obtuvo reseñas positivas de los críticos musicales, quienes la calificaron como una balada «excelente» y una gran canción, entre otros puntos. Comercialmente, obtuvo una buena recepción comercial, pues llegó a la cima de las listas Christian Songs, AC Monitored, AC Indicator y Soft/AC Inspirational. Para su promoción, se publicó un vídeo musical, en el que se ve a la banda interpretando la canción en uno de los conciertos de la gira Lovewell LIVE, realizado en el 2010, como promoción de The Generous Mr. Lovewell.

## Antecedentes y promoción
Los integrantes de MercyMe, Dan Muckala y Brown Bannister compusieron «Beautiful», mientras que la producción quedó a cargo de estos dos últimos. F. Reid Shippen la grabó en los estudios Sonic Ranch, El Paso, Texas, mientras que Muckala, Bannister y Billy Whittington grabaron los arreglos en Towsensend Sound y Glomo Studio. Shippen la mezcló en Robot Lemon, Nashville, Tennessee y Ted Jensen la masterizó en Sterling Sound, Nueva York. La canción fue escrita para las hijas de los miembros de la banda; en una entrevista para NewReleaseTuesday, el vocalista principal, Bart Millard, afirmó que «Nosotros [MercyMe] escribimos la canción con nuestras hijas en mente. La banda cuenta con 15 niños entre todos nosotros. Satanás dirige a nuestras niñas de una manera materialista, diciéndoles cómo actuar y cómo buscar, qué comer y qué no». Además, sostuvo: «Trato de decirles a mis hijos todo el tiempo que son perfectos, y sé que mis hijas necesitan conseguir su confianza en sí mismas de mí. La forma en que quieren ser tratadas por los hombres debe provenir de mí».
La compañía discográfica INO Records publicó «Beautiful» en las radios estadounidenses el 17 de septiembre de 2010, como el segundo sencillo de The Generous Mr. Lovewell. Para promocionar la canción, se publicó un vídeo musical en la cuenta oficial de la banda, MercyMeVideo, el 19 de noviembre de 2010. En él, se ve al sexteto interpretando el tema en uno de los conciertos de la gira Lovewell LIVE, realizada en el 2010 para promocionar The Generous Mr. Lovewell. Por otro lado, «Beautiful» fue incluida en el álbum recopilatorio WOW Hits 2012, interpretado por varios artistas, y publicado el 27 de septiembre de 2011 por la compañía discográfica Provident Label Group. James Christopher Monger de Allmusic comentó que «Beautiful», junto a otras pistas, «ha ayudado a completar otro año exitoso para la serie».

## Composición

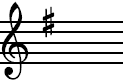
«Beautiful» está compuesta en la tonalidad de sol mayor.

«Move» es una canción cristiana, con influencias del rock cristiano, y con una duración de cuatro minutos y veintiún segundos. Según la partitura publicada en Musicnotes por EMI Music Publishing, está compuesta en la tonalidad de sol mayor, con un tempo moderado de 69 pulsaciones por minuto. El registro vocal del sexteto se extiende desde la nota re4 a si5. Sigue la progresión armónica re-do-mi menor-do-re-do-mi menor. Líricamente, la canción habla sobre la autoestima y el amor de Dios, dirigida específicamente a las hijas y mujeres jóvenes. No obstante, también tiene un tema más amplio; Millard señaló en una entrevista:

«Todos se han sentido desagradables en algún momento. A veces, me siento inútil. Tengo una discusión con un amigo, todo lo que he venido a gustar de mí de repente se cae a pedazos. ¿Quién puede amarme si incluso no me gusto? Es difícil arrastrarnos de esta manera de pensar. Nos enseñan a vivir de acuerdo con estas expectativas. Creemos que necesitamos aprobación y logros para reconocer nuestras vidas. Pero, ¿qué nos dice Dios? Él dice, "eres hermoso. Estas hecho para mucho más que todo esto". Él nos ama, incluso en nuestros fracasos».

## Recepción

### Crítica
En términos generales, «Beautiful» obtuvo reseñas positivas de los críticos musicales. De este modo, Kevin Davis de Christian Music Review opinó que «teniendo tres hijas, estoy muy conmovido por la pasión detrás de la letra, [que] habla de cómo el mundo dice que nunca somos lo suficientemente buenos, pero Cristo vio algo hermoso en nosotros, valiendo la pena morir por ello». De modo similar, Bob Hoose de Plugged In señaló que, aunque el mundo a menudo dice que no somos lo suficientemente buenos, MercyMe señala que somos «hermosos» y atesorados por un Dios amoroso. Brian Hall de The Christian Manifiesto, quien otorgó a The Generous Mr. Lovewell cinco puntos de cinco, sostuvo que «Beautiful» se queda en la línea con el resto del disco; «[una] balada excelente que está llena de ánimo e inspiración». Por su parte, el autor Aaron Conrad lo calificó, junto con «All of Creation», «Only You Remain» y «Won’t You Be My Love», como una «gran canción», al tiempo que Whitney Sanchez de South Hill Calvary Chapel la escogió como una de sus canciones favoritas. John Bowen, de la estación de radio KBIQ, comentó que tiene una textura suspendida maravillosa, tipo trance que es inquietante y fascinante. Sin embargo, Roger Gelwicks de Jesus Freak Hideout fue menos positivo en su reseña; indicó que la canción «carece de cualquier cosa que permanezca musicalmente», y «tiende a alargarse por mucho tiempo y por lo tanto aburre al oyente». Por último, Martha Bolton de Gospel Music Update afirmó que «"Beautiful" es un doloroso recordatorio de cómo Dios nos ve, a pesar de cómo nos vemos», mientras que el sitio Christian Post declaró que «fuimos, somos y seremos "hermosos" en Sus ojos». El sencillo obtuvo un reconocimiento por parte del autor Fred, de Christian Cafe, quien incluyó a «Beautiful» en el puesto número siete de las mejores canciones del 2011.

### Comercial
Comercialmente, «Beautiful» obtuvo un éxito en los Estados Unidos. En la lista de sencillos oficial de música cristiana, Christian Songs, debutó en el puesto número cuarenta y dos, en la edición del 2 de octubre de 2010. A medida que pasaban las semanas, el rendimiento de la canción aumentó, por lo que llegó a los diez primeros lugares, el 13 de noviembre del mismo año. Para febrero de 2011, había llegado al número dos, y un mes después, el 19 de marzo, ocupó la cima de la lista. En total, permaneció cuarenta semanas allí. Por otro lado, también ocupó el puesto uno en los conteos Christian AC Indicator, Christian AC Monitored y Soft AC/Inspirational, y para las listas anuales de 2011, quedó en el número siete, diez y veintisiete del Christian Songs, Christian AC Songs y Christian Digital Songs, respectivamente.

## Posicionamiento en listas
| País (Lista 2010-11)                    | Mejor posición |
| --------------------------------------- | -------------- |
| Estados Unidos (Christian AC Indicator) | 1              |
| Estados Unidos (Christian AC Monitored) | 1              |
| Estados Unidos (Christian Songs)        | 1              |
| Estados Unidos (Soft/AC Inspirational)  | 1              |

| País (Lista 2010)                        | Posición |
| ---------------------------------------- | -------- |
| Estados Unidos (Christian Songs)         | 45       |
| País (Lista 2011)                        | Posición |
| Estados Unidos (Christian AC Songs)      | 27       |
| Estados Unidos (Christian Digital Songs) | 10       |
| Estados Unidos (Christian Songs)         | 7        |

## Créditos y personal
- Voz: MercyMe
- Composición: MercyMe, Dan Muckala y Brown Bannister
- Producción: Brown Bannister y Dan Muckala
- Grabación: F. Reid Shippen (Sonic Ranch, El Paso, Texas)
- Mezcla: F. Reid Shippen (Robot Lemon, Nashville, Tennessee)
- Arreglo: Dan Muckala, Brown Bannister y Billy Whittington (Towsensend Sound y Glomo Studio)
- Masterización: Ted Jensen (Sterling Sound, Nueva York)
- Ingeniería: Steve Bishir

Fuentes: notas de The Generous Mr. Lovewell y Allmusic.